# Гаврилець Роман Іванович
Роман Іванович Гаврилець (нар. 1 лютого 1943, Ленківці, Чернівецька область) — радянський футболіст, виступав на позиції захисника. Професійну кар'єру гравця провів у чернівецькому «Авангарді» («Буковина»).

## Життєпис
Вихованець буковинського футболу, розпочинав кар'єру у рідних Ленківцях в команді «Колгоспник», яка в 1949 і в 1950 була чемпіоном Чернівецької області. У 1961 році перспективного гравця разом із Миколою Чепурським зарахували у команду майстрів.
На той час вкоманді вже виступали такі майстри, як: Євген Флейшер, Мурат Церіков, Михайло Меньков, Віктор Осадчук. Тому пробитися зразу до основної команди було важко, натомість активно виступав за юнацький склад, де в зональних змаганнях юнацького чемпіонату при командах майстрів СРСР Роман Іванович визнавався кращим півзахисником (1960 р.) та захисником (1961 р.).
А вже у 1962 році розпочав і професійну кар'єру в складі чернівецької команди, яка у 1965 році була перейменована у «Буковину» (Чернівці). У 1967 році через важку травму завершив футбольну кар’єру гравця. Всього за «Буковину» («Авангард») провів 103 офіційних матча (98 в чемпіонаті і 5 в кубку).